# Richard Hounslow
Richard Hounslow (Harrow, 19 de dezembro de 1981) é um canoísta de slalom britânico na modalidade de canoagem, foi vencedor da medalha de Prata em Slalom C-2 em Londres 2012, juntamente com o seu companheiro David Florence.